# Классико Вово
Классико ВоВо — футбольное противостояние между бразильскими командами «Ботафого» и «Флуминенсе», одно из старейших футбольных дерби команд Северной и Южной Америки и самое старое футбольное дерби Бразилии среди четырёх самых старых и сильных бразильских клубов. Проводится с 1906 года и насчитывает более 300 матчей.

## История дерби
В 1902 году в одном из районов Рио де Жанейро Ларанжейрас был основан футбольный клуб «Флуминенсе», ставший первым футбольным клубом в штате Рио-де-Жанейро. Два года спустя в другом районе города в системе регатного клуба «Ботафого» была основана футбольная секция «Ботафого». 22 октября 1905 года был сыгран первый товарищеский матч между «Флуминенсе» и «Ботафого». В 1906 году была основана Лига Кариока и матчи между командами приобрели официальный характер. Первый чемпионат штата выиграл «Флуминенсе» разгромно победив соседей из «Ботафого» со счетом 8:0. Чемпионат Лиги Кариока 1907 года снова выиграл «Флу», но результат не был признан «Фого», с тех пор матчи между этими командами носят принципиальный статус. Лишь в 1930 году чемпионами штата стали футболисты «Фого». Наряду с другим противостоянием, Фла-Флу, является одним из принципиальных противостояний в Бразилии.

## Наиболее посещаемые матчи
Ботафого-Флуминенсе 0-1, 160 000 (142 339 билетов куплено), 27 июня 1971
Ботафого-Флуминенсе 1-0, 123 229 (99 991 билетов куплено), 18 апреля 1971
Ботафого-Флуминенсе 1-1, 114.575, 4 сентября 1983
Ботафого-Флуминенсе 1-2, 109,705, 21 апреля 1975
Ботафого-Флуминенсе 1-1, 105 299 (80 816 билетов куплено), 23 марта 1969
Ботафого-Флуминенсе 1-0, 100 703, 17 августа 1975
Ботафого-Флуминенсе 6-2, 99 465, 22 декабря 1957
Ботафого-Флуминенсе 1-1, 88 571, 10 декабря 1967
Ботафого-Флуминенсе 2-1, 88 081, 13 июля 1958
Ботафого-Флуминенсе 3-1, 81 359, 22 ноября 1953

## Стадионы
Матчи «Классико ВоВо» проходили и продолжают проходить на стадионах «Маракана» и Олимпийский стадион".

## Статистика дерби
Статистика за всю историю противостояния. «Ботафого» не признавал результатов «Флуминенсе» с 1907 по 1996 год. В 1996 году юридическое решение суда по спору между двумя командами из за результатов сезона 1907 года, признало обе команды чемпионами.
|        | Флумененсе | Ботафого |
| ------ | ---------- | -------- |
| Победы | 141        | 120      |
| Ничьи  | 122        | 122      |
| Игры   | 382        | 382      |